# Порт Вилијам (Охајо)
Порт Вилијам (енгл. Port William) град је у америчкој савезној држави Охајо.

## Демографија
По попису из 2010. године број становника је 254, што је 4 (-1,6%) становника мање него 2000. године.
| Група             | 2000.       | 2010.       |
| Белци             | 244 (94,6%) | 242 (95,3%) |
| Афроамериканци    | 0 (0,0%)    | 3 (1,2%)    |
| Азијати           | 0 (0,0%)    | 2 (0,8%)    |
| Хиспаноамериканци | 4 (1,6%)    | 3 (1,2%)    |
| Укупно            | 258         | 254         |